# سفيند بيترسن
سفيند بيترسن هو عالم سياسة دنماركي، ولد في 13 مارس 1911، وتوفي في 18 يناير 1992.